# 네도케라톱스
네도케라톱스 (Nedoceratops, "불충분한 뿔 달린 얼굴" 이란 의미)는 백악기 후기 북아메리카의 랜스 층에서 발견된 초식성 케라톱스과 공룡의 한 속이다. 와이오밍 주에서 발견된 두개골 하나만이 알려져 있다. 네도케라톱스는 고생물학자들 사이에서 논쟁의 대상이다. 어떤 저자들은 네도케라톱스를 유효한 분류군이라고 보지만 다른 학자들은 트리케라톱스의 성장 단계를 나타내는 동물이명이라고 생각한다.

## 어원
네도케라톱스는 "불충분한 뿔 달린 얼굴" 이란 의미다. "네도"는 러시아어 접두어로 "불충분하다"는 뜻이다. "케라톱스"는 각룡류에서 흔히 사용되는 접미사로 "뿔 달린 얼굴" 이란 의미다. 네도케라톱스의 이름은 코뿔이 없는 것에서 유래했다.

## 발견의 역사

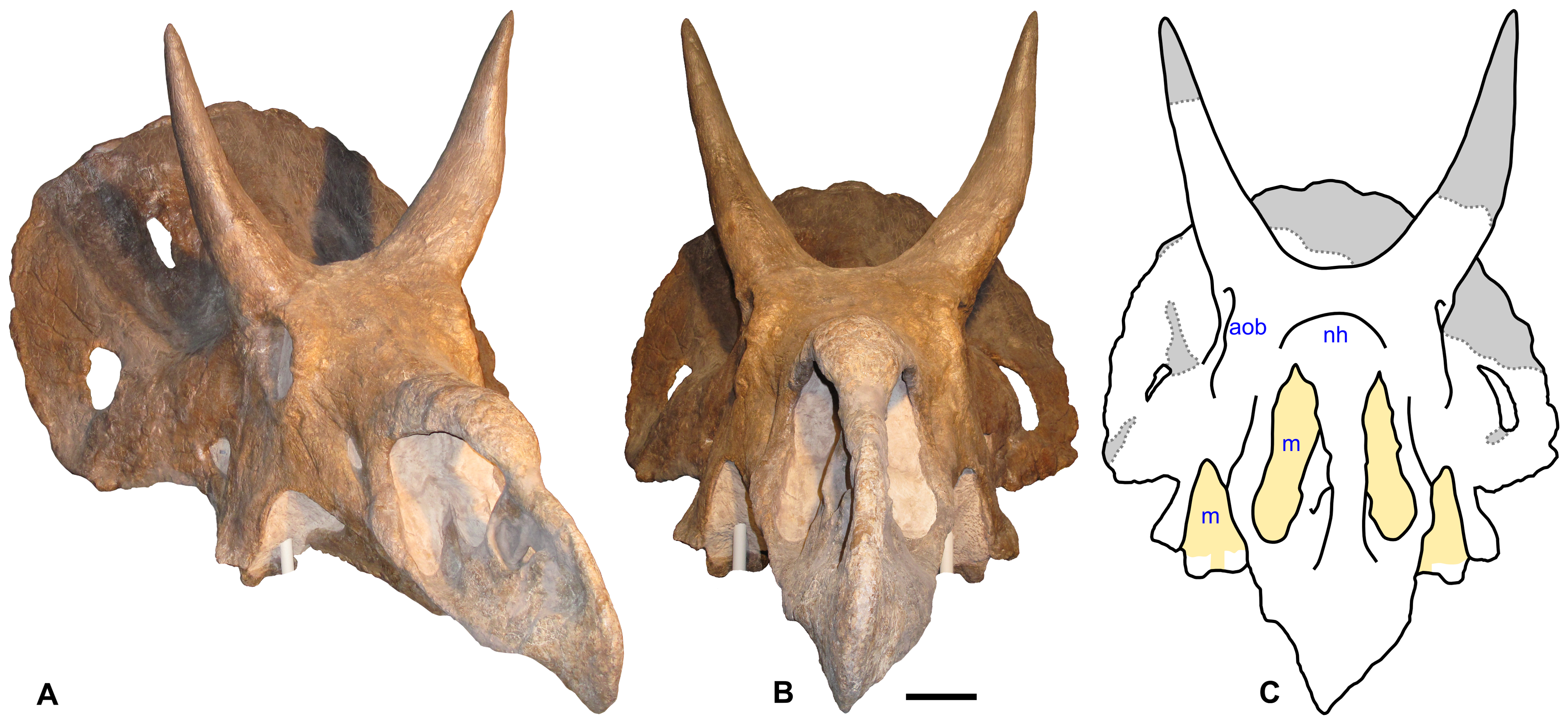
여러 각도에서 본 두개골

네도케라톱스를 보고한 논문은 원래 오트니엘 찰스 마쉬의 역작인 각룡류 전문논문(monograph)의 한 부분이었다. 불행히도 마쉬는 1899년, 논문이 완성되기 전에 죽었고 존 벨 해처가 트리케라톱스 부분을 완성했다. 하지만 해처도 1904년 42세의 나이에 발진티푸스로 죽어 논문은 여전히 완성되지 못한 상태였다. 리차드 스완 럴이 1905년에 마침내 전문논문을 완성하면서 그 중 하나의 두개골에 대한 기술을 별도로 분리하여 디케라톱스 해처리(Diceratops hatcheri)라는 이름을 붙여주었다. 디케라톱스는 "두 개의 뿔이 달린 얼굴" 이란 의미다.
디케라톱스 논문이 해처에 의해 쓰여졌고 럴은 이름을 붙이고 해처의 사후 논문을 출판하는 작업만 했기 때문에 럴은 디케라톱스가 독립적인 속이라는 것에 대한 확신이 없었고, 아마 질병 등의 이유로 뿔이 두 개만 있었던 것이라고 생각했다. 1933년 럴은 디케라톱스에 대해 다시 생각을 해본 후 트리케라톱스의 아속으로 분류했다. 따라서 디케라톱스는 트리케라톱스 (디케라톱스) 해처리 Triceratops (diceratops) hatcheri 가 되면서 T. obtusus 도 포함하게 되었다. 이들의 차이점은 개체가 나이가 들면서 생기는 차이로 간주하였다.
디케라톱스라는 이름이 벌목 곤충에 의해 이미 사용되고 있었기 때문에 (Foerster, 1868) 안드레이 세르게이비치 우크라인스키가 2007년에 네도케라톱스라는 현재의 이름을 붙였다. 우크라인스키가 이미 새로운 이름을 붙였다는 것을 모른 채 옥타비오 마테우스가 2008년에 디케라투스 (Diceratus)라는 이름을 새로 붙였다. 디케라투스는 현재 네도케라톱스의 동물이명으로 간주된다.

## 특징

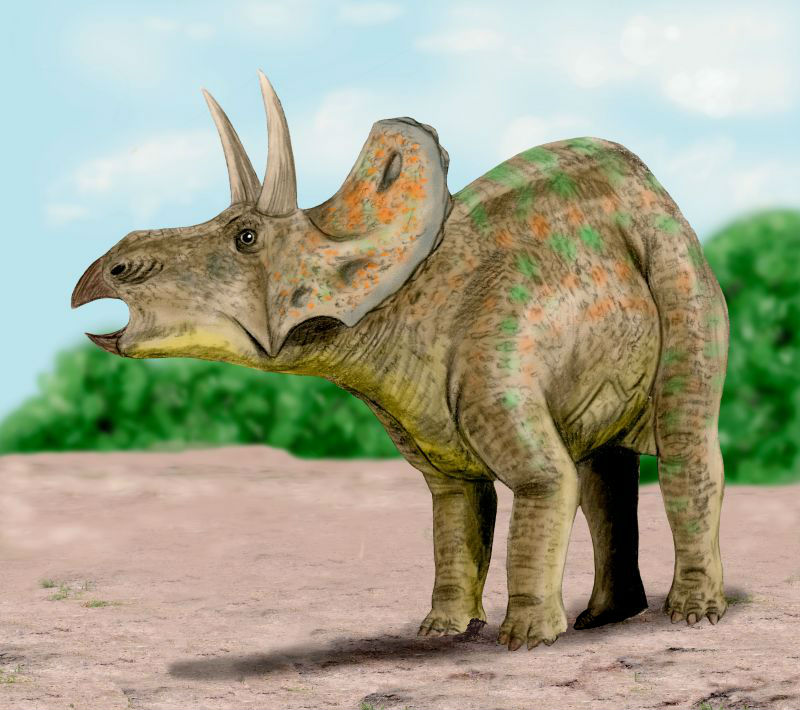
복원도

네도케라톱스의 유일한 표본은 USNM 2412로 거의 완전한 두개골로 구성되어 있다. 해처의 트리케라톱스 두개골과 마찬가지로 1891년 와이오밍 동부 니오브라라카운티 라이트닝 크릭 부근에서 발견되었다. 얼핏 보기에는 트리케라톱스의 두개골을 닮았으나 자세히 들여다보면 차이점이 있다. 코뿔이 있어야 할 곳에는 둥근 그루터기 같이 생긴 것이 있고, 눈 위의 뿔은 거의 수직으로 서있다. 다른 트리케라톱스의 두개골과 비교해 보면 평균보다 조금 크고 (두개골 길이 1.8m) 얼굴은 조금 짧다. 다른 트리케라톱스와 달리 프릴에는 큰 구멍이 있다. 이 구멍들 중 일부는 질병 등으로 인한 것일 수 있지만 나머지는 유전적인 것으로 보인다.

### 눈에 띄는 특징들
앤드류 파키는 USNM 2412 의 다음 특징들로 트리케라톱스와 네도케라톱스를 구분할 수 있다는 제안을 했다.
- 눈에 띄는 코뿔이 없다.
- 눈 위의 뿔심이 거의 수직으로 서 있다.
- 마루뼈에 구멍이 나 있다 (트리케라톱스에는 없음).

## 분류
모식종은 네도케라톱스 해처리 (Nedoceratops hatcheri)이다. 네도케라톱스는 백악기에 북아메리카와 아시아에서 번성했던 앵무새같은 부리를 가진 초식성 공룡 그룹인 각룡류에 속한다. 모든 각룡류는 백악기가 끝나는 6600만년 전에 멸종했다.

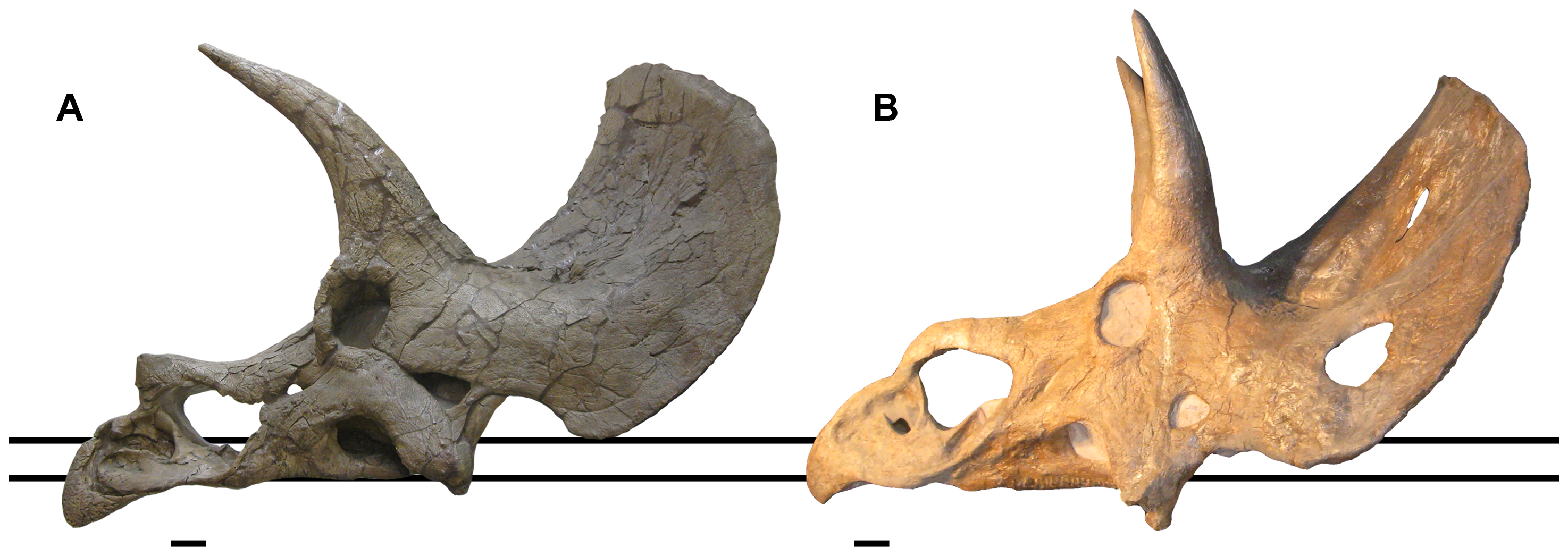
트리케라톱스와 네도케라톱스의 두개골 비교

몇몇 저자들은 네도케라톱스가 트리케라톱스의 직계조상이거나 가장 가까운 친척일 것이라고 주장했다. 현재도 진행중인 논쟁은 트리케라톱스, 토로사우루스, 그리고 네도케라톱스의 관계를 다룬다. 일련의 논문들에서 존 B. 스카넬라와 존 R. 호너는 (2010 과 2011) USNM 2412 두개골 (즉 네도케라톱스) 이 트리케라톱스의 젊은 성체라고 주장했다. 이 가설의 증거로는 뒤통수뼈뒷돌기와 비늘뼈, 그리고 "막 생겨나기 시작한" 프릴 (마루뼈)의 구멍 등이 있다. 트리케라톱스 아성체의 프릴에 구멍이 없고 토로사우루스로 간주되던 표본의 프릴에 큰 구멍이 있는 것을 트리케라톱스의 성체로 본 것이다. 저자들은 USNM 2412 두개골의 코뿔은 해당 개체가 살아 있을 때 혹은 화석화되면서 없어졌을 수 있으며, 이들 세 "속"은 트리케라톱스의 성장단계를 보여주는 개체들이라는 의견을 내놓았다. 2012년에 파키는 반대 주장을 펴면서 뼈의 표면 조직과 뿔의 모양으로 보아 네도케라톱스는 "나이 든 성체"라고 주장했다. 2013년 레오나르도 마이오리노와 동료들은 형태측정학적 방법을 이용해 트리케라톱스와 토로사우루스가 별개의 유효한 분류군이며 네도케라톱스는 나머지 두 속과 상대적으로 유동적인 위치에 있으나 일반적으로는 변이의 범위 바깥에 있기 때문에 "USNM 2412 의 크기는 (트리케라톱스와 토로사우루스의) 중간 정도에 해당한다고 볼 수 있지만 형태는 그렇지 않다." 고 결론내렸다.

## 식성
네도케라톱스는 다른 각룡류들과 마찬가지로 초식성이었다. 백악기 동안에 속씨식물은 "지리적으로 제한된 지역에만 분포"하고 있었기 때문에 각룡류들은 당시에 주를 이루었던 식물들, 즉 양치류, 소철류, 그리고 구과류 등을 먹었을 것이다. 날카로운 부리로 잎이나 가지를 물어뜯었을 것이다.

## 같이 보기
- 트리케라톱스
- 토로사우루스

## 추가 문헌
- Dodson, Peter (1996). The horned dinosaurs: a natural history. Princeton, NJ: Princeton University Press. ISBN 0-691-02882-6.
- Forster, Catherine A. (1996). “Species resolution in Triceratops: cladistic and morphometric approaches”. Journal of Vertebrate Paleontology 16: 259–270. doi:10.1080/02724634.1996.10011313.